# Alexei Golubew
Alexei „Qikert“ Golubew (kasachisch Алексей Голубев; * 1. Januar 1999) ist ein kasachischer E-Sportler in der Disziplin Counter-Strike: Global Offensive, welcher aktuell für Virtus.pro spielt.

## Karriere
Golubew begann seine Karriere im Januar 2017 beim Team LOG. Im Juli wechselte er zu Avangar. Nachdem er zunächst bei kleineren Turnieren gespielt hatte, nahm er im Januar 2018 beim Eleague Major: Boston 2018 teil. Nach einer Niederlage gegen Team Liquid beendete er das Turnier auf dem 17. Platz. Im Jahr 2018 erzielte er zudem einen zweiten Platz bei der Adrenaline Cyber League 2018 und einen Halbfinaleinzug bei der Epicenter 2018.
2019 erzielte er im IEM Major: Katowice 2019 den 9.–11. Platz, während er im StarLadder Berlin Major 2019 nach einer Niederlage gegen Astralis den zweiten Platz erreichte. Zudem gewann er die DreamHack Open Rio de Janeiro 2019 und die Blast Pro Series: Moscow 2019. Überdies erzielte er einen 3.–4. Platz bei der DreamHack Open Tours 2019 und der DreamHack Open Rotterdam 2019. Im Dezember wurde sein Team von Virtus.pro verpflichtet.
2020 siegte Golubew bei der Intel Extreme Masters XV – New York Online: CIS, der Flashpoint Season 2 und der DreamHack Open December 2020. Außerdem beendete er die ESL One: Road to Rio – CIS auf dem vierten Platz.
Im folgenden Jahr gewann er die cs_summit 7 und die Pinnacle Fall Series #1. Zudem erreichte er den zweiten Rang bei der IEM Katowice 2021, der Epic CIS League Spring 2021 und einen 3.–4. Platz bei der Intel Extreme Masters XVI – Winter.
2022 gewann er die ESL Challenger #48 und er erreichte die Play-off-Phase bei der IEM Katowice 2022. Nachdem er im Oktober die ESL Challenger Rotterdam 2022 gewann, siegte er im IEM Major: Rio 2022 mit einem 2:0-Sieg gegen Heroic und gewann damit seinen ersten Major-Titel.
Mit einem gewonnenen Preisgeld von über 400.000 $ gehört er nach Preisgeld zu den fünf erfolgreichsten E-Sportlern in Kasachstan.